# Hubert Gomerski
Hubert Gomerski (ur. 11 listopada 1911 w Schweinheim, zm. 28 grudnia 1999 we Frankfurcie nad Menem) – członek NSDAP i SS, uczestnik akcji T4, członek personelu obozu zagłady w Sobiborze, skazany w 1950 roku na karę dożywotniego więzienia.

## Życiorys
Urodził się w Schweinheim we Frankonii. Później wraz z rodziną zamieszkał we Frankfurcie nad Menem. Uczęszczał tam do szkoły ludowej i terminował jako pomocnik tokarza. W 1929 roku został członkiem NSDAP. Dwa lata później wstąpił w szeregi SS.
W październiku 1939 roku został zmobilizowany do wojskowych struktur SS. Przez krótki czas służył w 8. pułku SS-Totenkopfverbände, który stacjonował w okupowanym Krakowie. W styczniu 1940 roku został przeniesiony do Berlina i skierowany do batalionu policji zapasowej. Niedługo później otrzymał przydział do personelu akcji T4, czyli tajnego programu eksterminacji osób psychicznie chorych i niepełnosprawnych umysłowo. Początkowo pracował w „ośrodku eutanazji” na Zamku Hartheim – najpierw jako pracownik biurowy, później jako „palacz” w krematorium. Na skutek konfliktu z kierownikiem administracyjnym, Christianem Wirthem, został po pewnym czasie przeniesiony do „ośrodka eutanazji” w Hadamarze.
Podobnie jak wielu innych uczestników akcji T4 otrzymał przydział do personelu akcji „Reinhardt”. W kwietniu 1942 roku rozpoczął służbę w obozie zagłady w Sobiborze. Był uznawany za jednego z najokrutniejszych członków obozowej załogi. Początkowo dowodził pododdziałem ukraińskich wachmanów, następnie został skierowany do pracy w obozie III, czyli w strefie zagłady, w której obrębie znajdowały się komory gazowe i masowe groby. W czasie służby był niemal stale pod wpływem alkoholu. Szczególnym okrucieństwem wykazywał się podczas przyjmowania transportów. Ubrany w biały kitel, który upodabniał go do lekarza, uczestniczył w „selekcjach” na rampie kolejowej, wyszukując Żydów niezdolnych dojść o własnych siłach do komór gazowych. Przekonywał ich, że zostaną zabrani do „lazaretu”, gdzie otrzymają pomoc medyczną. W rzeczywistości po zakończeniu „selekcji” brutalnie wrzucał chorych i ułomnych na wagoniki kolejki wąskotorowej, a następnie zawoził ich nad masowe groby w obozie III. Wielokrotnie osobiście rozstrzeliwał ofiary lub roztrzaskiwał im głowy przy użyciu metalowego kanistra. Jedną z jego ulubionych „rozrywek” miało być chwytanie małych dzieci za nogi i rzucanie nimi możliwie jak najdalej w kierunku wagoników. Znęcał się również nad żydowskimi więźniami zatrudnionymi w komandach roboczych. Filip Białowicz wspominał, że Gomerskiemu „wielką satysfakcję sprawiało codzienne używanie bicza”. Inną jego „zabawą” było stawianie wybranego więźnia pod ścianą, nakładanie mu na głowę butelki, a następnie zabijanie ofiary strzałem z karabinu. 
W późniejszym okresie nadzorował „komando leśne” oraz więźniów pracujących w obozie IV – nadal wykazując się skrajnym okrucieństwem. To on „wyselekcjonował” do pracy w obozie IV porucznika Aleksandra Pieczerskiego, późniejszego przywódcę powstania więźniów Sobiboru. W czasie buntu, który wybuchł 14 października 1943 roku, nie był obecny w obozie, gdyż przebywał na urlopie. Po likwidacji Sobiboru został podobnie jak większość weteranów akcji „Reinhardt” przeniesiony na wybrzeże Adriatyku. Pełnił służbę w okolicach Triestu.
Po zakończeniu II wojny światowej przebywał przez pewien czas na terytorium Austrii. W czerwcu 1945 roku został zatrzymany przez Amerykanów. Przez blisko półtora roku przebywał w obozie dla internowanych w Ratyzbonie. 
W związku ze śledztwem, które prowadzono przeciwko Josefowi Hirtreiterowi – uczestnikowi akcji T4, strażnikowi w obozie zagłady w Treblince – zachodnioniemiecka prokuratura zainteresowała się osobą Gomerskiego. Był jednym z oskarżonych w procesie pracowników „ośrodka eutanazji” w Hadamarze, który w lutym i marcu 1947 roku toczył się we Frankfurcie nad Menem. Usłyszał wówczas wyrok uniewinniający. W październiku 1948 roku został jednak ponownie aresztowany, tym razem pod zarzutem popełnienia zbrodni wojennych. Jego proces toczył się przed frankfurckim sądem przysięgłych. Wyrokiem z 25 sierpnia 1950 roku został skazany na karę dożywotniego więzienia za morderstwa popełnione podczas służby w Sobiborze.
W 1972 roku, w wyniku procesu apelacyjnego, wyrok Gomerskiego zmniejszono do 15 lat więzienia. Niedługo później wyszedł na wolność ze względu na zły stan zdrowia. Prokuratura wniosła odwołanie od wyroku sądu apelacyjnego, na skutek czego w październiku 1981 roku wszczęto kolejne postępowanie. Ostatecznie zostało ono jednak umorzone ze względu na rzekomą niezdolność oskarżonego do uczestnictwa w rozprawie. Gomerski zmarł na wolności w 1999 roku.